# Satō Nobuhiro
Satō Nobuhiro est un nom japonais traditionnel ; le nom de famille (ou le nom d'école), Satō, précède donc le prénom (ou le nom d'artiste).
Satō Nobuhiro (佐藤 信淵, 18 juillet 1769 – 17 février 1850) est un scientifique japonais et partisan précoce de l'occidentalisation du Japon. Il est considéré comme le créateur du concept de Grande Asie de l'est.
Satō préconise un gouvernement autoritaire fondé sur la science et les institutions politiques occidentales. Dans son Keizai yōryaku (« La quintessence de l’Économie »), il écrit que « La raison d'être de l'économie est de gérer le royaume, de développer des produits, d'enrichir les domaines et de secourir tout le monde ».
Satō considère les grandes puissances européennes comme une menace que le Japon doit contrer par des réformes économiques et militaires radicales, ainsi que par une expansion impériale sur le modèle européen. Son ouvrage de 1823, A Secret Strategy for Expansion（宇内混同秘策） appelle à la domination du monde par le Japon, décrivant comment la Chine devrait être conquise via la Mandchourie. Il suggère que le gouvernement japonais se lance dans une politique de colonialisme et de développement de l'agriculture sur les îles inhabitées de la mer de Chine méridionale. Il indique aussi que le Japon devrait prendre les Ryūkyū comme base pour attaquer et se rendre maître de Luçon par surprise, puis utiliser Luçon comme base pour une « avancée en direction du sud » pour prendre Java et d'autres endroits, et finalement répandre sa « puissance militaire » dans l'Asie du Sud-Est. Il estime que le Japon devrait « adopter des moyens appropriés d'agression et d'annexion » en vue d' « augmenter ses intérêts nationaux ». Cette théorie est devenue le premier projet de stratégie d'« avancée vers le Sud » du Japon.